# Cratere Gymir
Gymir è un cratere sulla superficie di Callisto.